# Brothers in Arms (canção)
"Brothers in Arms" é uma canção da banda de rock britânica Dire Straits, sendo a nona faixa do álbum Brothers in Arms (1985), lançado em 14 de outubro de 1985. Foi escrita em 1982, ano do envolvimento da Grã-Bretanha na Guerra das Malvinas, sendo descrita como uma canção anti-guerra. Em 2007, no 25.º aniversário da guerra, Mark Knopfler gravou uma nova versão da música no Abbey Road Studios para arrecadar fundos para veteranos britânicos que, segundo ele, "ainda sofrem os efeitos desse conflito". Tornou-se a canção mais tocada em funerais militares.

## Lista de faixas
- LP de 7 polegadas

1. "Brothers in Arms" – 6:04
2. "Going Home" (Theme of the Local Hero) (Live) – 4:45

- LP de 12 polegadas

1. "Brothers in Arms" – 6:58
2. "Going Home" (Live) – 4:45
3. "Why Worry" (Instrumental Segment) – 3:57

## Paradas e certificações
| País/Parada (1986–88)             | Melhor posição |
| --------------------------------- | -------------- |
| Nova Zelândia (Recorded Music NZ) | 5              |
| Países Baixos (Dutch Top 40)      | 20             |

| Dinamarca (IFPI Dinamarca)                                       | Ouro | 45 000‡  |
| Itália (FIMI)                                                    | Ouro | 35 000‡  |
| Reino Unido (BPI)                                                | Ouro | 400 000‡ |
| ‡ Vendas + números de streaming com base apenas na certificação. |      |          |